# Kristall
Pour les articles homonymes, voir Kristall (homonymie).
Module de la Station Mir
Le module Kristall (russe : Кристалл; anglais : Crystal) (77KST, TsM-T, 11F77T) a été le quatrième module et le troisième ajout majeur à la station spatiale Mir. Comme les modules précédents, sa configuration est basée sur le module 77K (TKS), et a été nommé d'abord « Kvant 3 ». Il a été lancé le 31 mai 1990 par une fusée Proton. Il s'est amarré à Mir de manière autonome le 10 juin 1990. Il est resté en orbite 3 948 j et 19 h.

## Description

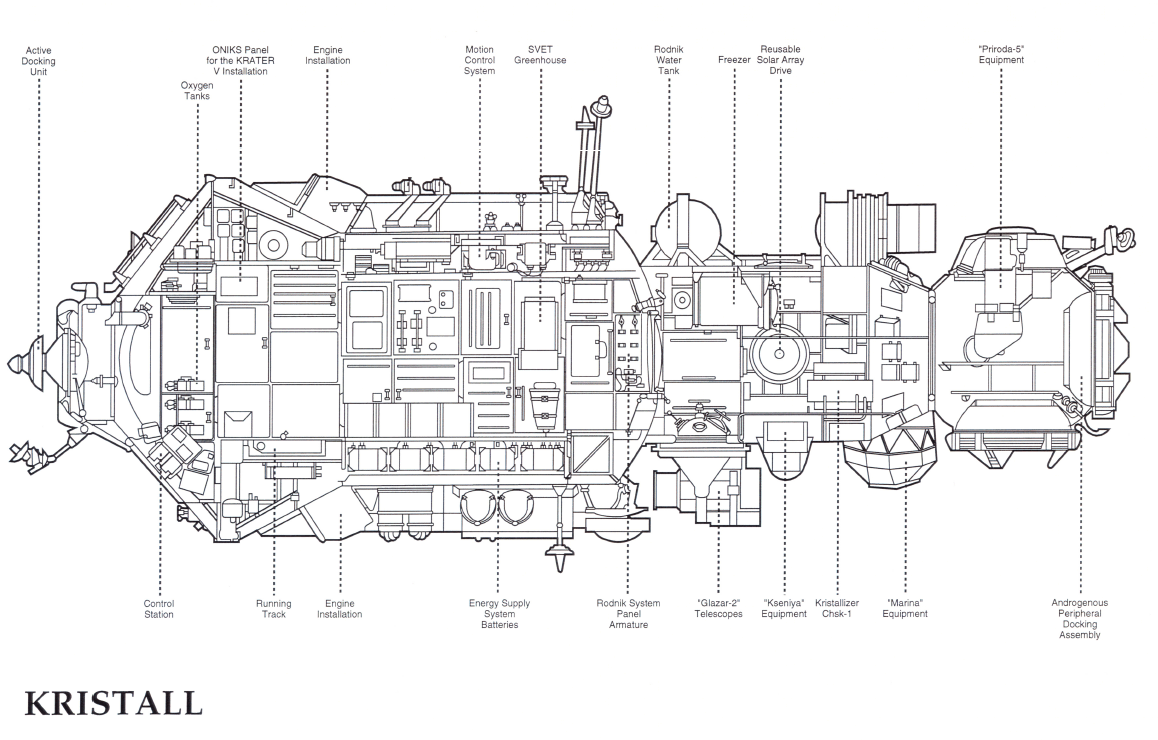
Vue en coupe du module Kristall.

Kristall avait plusieurs fours de traitement des matériaux. Ils ont été appelés Krater 5, Optizon 1, Zona 2, et Zona 3. Il avait également eu une expérience de biotechnologies nommée unité d'électrophorèse Aniur. Ces expériences ont été capables de générer 100 kg de matières premières à utiliser sur Terre. La caméra Priroda 5 qui a été utilisée pour des expériences se trouvait dans le nœud d'amarrage. Kristall supportait également plusieurs expériences d'astrophysique et d'astronomie qui ont été conçus pour augmenter les expériences qui se trouvaient déjà dans Kvant-1. Les panneaux solaires de Kristall étaient également différents des autres panneaux de Mir. Ils ont été conçus pour être démontables ce qui signifie qu'ils pourraient être déployés et repliés à plusieurs reprises. Un des panneaux solaires de Kristall avait été retiré et redéployé sur Kvant-1 en 1995. Ce panneau solaire a ensuite été éliminé en novembre 1997. Kristall portait aussi six gyroscopes pour le contrôle d'attitude de la station. Le système de contrôle de Kristall a été développé par le JSC "Khartron" (Kharkiv, Ukraine).

## Liste des expériences
- Unité d'électrophorèse Ainur
- Fours de traitement de matériaux semi-conducteurs Krater 5, Optizon 1, et CSK-1/Kristallizator
- Fours de traitement de matériaux Zona 2/3
- Spectromètre à rayons gamma Buket
- Télescope UV Glazar 2 - études de rayonnement cosmique
- Spectromètre d'astrophysique Granar
- Télescope à rayons gamma Marina
- Spectromètre magnétique Mariya
- Système de caméra Priroda 5 - composée de 2 caméras KFA-1000
- Unité Svet de culture des plantes

## Relation avec les programmes Bourane et STS (navette spatiale américaine)
La caractéristique la plus notable de Kristall était sa relation avec le programme soviétique Bourane. Kristall transportait deux Androgynous Peripheral Attach System APAS-89 conçus pour être compatibles avec la navette Bourane. Une unité était située axialement et l'autre était située radialement. Après l'annulation du programme Bourane en 1993, le port d'amarrage axial a trouvé une utilisation pour le programme Navette-Mir. Le port radial n'a jamais été utilisé. Le port axial a été testé en 1993 par le vaisseau Soyouz TM-16 modifié (équipé d'un dispositif d'amarrage APAS-89) en préparation des amarrages de la navette spatiale américaine.
Le 26 mai 1995, Kristall a été déplacé du port -Y du module central de Mir au port -X (axial, sur le nœud d'amarrage). Il a ensuite été transféré le 30 mai au port -Z afin de préparer l'arrivée du module Spektr. Le 10 juin, Kristall a été replacé au port -X pour se préparer à l'amarrage à venir de la navette. Le premier amarrage de la navette spatiale s'est produit en 1995 lors de la mission STS-71 de la navette spatiale Atlantis. Le 17 juillet 1995, Kristall est déplacé une dernière fois vers son poste permanent, au port -Z. Pour des amarrages de Bourane, toute la procédure de déplacement Kristall devrait être également utilisée. Ces déplacements étaient rendus nécessaires par la présence des panneaux solaires du module central de Mir, ceux-ci étant suffisamment longs pour empêcher l'amarrage d'une navette si le module Kristall est attaché aux ports -Z et Z.
Au cours de la mission Navette-Mir suivante, STS-74, Atlantis a apporté le module d'amarrage Mir Docking Module qui a été attaché à Kristall, agissant comme une extension, une « rallonge » de celui-ci ; ce qui a permis aux amarrages futurs de la navette d'être effectués sans déplacer Kristall.

## Galerie

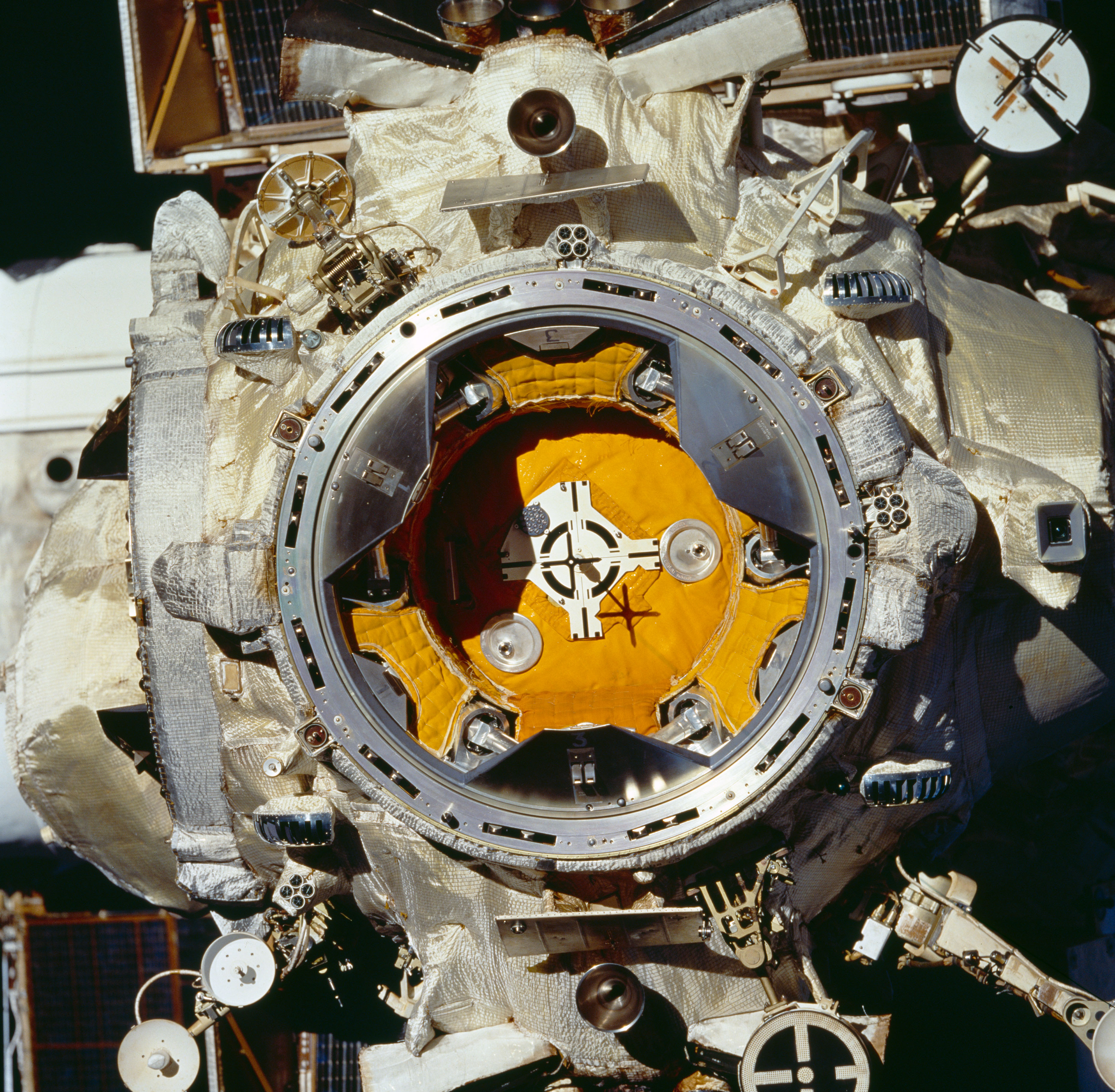
Système APAS-89 sur le module Kristall.
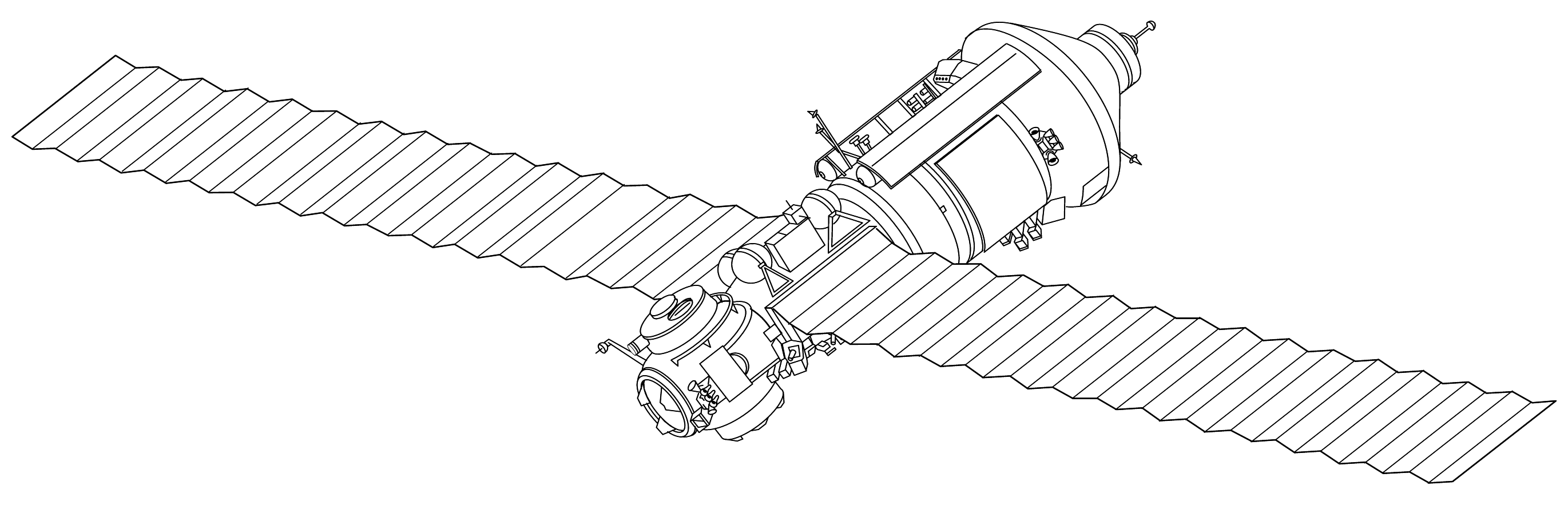
Vue isolée de Kristall.